# 道祖神峠 (群馬県)
道祖神峠（どうろくじんとうげ）は、群馬県藤岡市にある峠である。
頂上付近はゴルフ場の一部として舗装されている。